# Hynek Blaško
Hynek Blaško (Praga, 15 de julho de 1955) é um general e político checo eleito membro do Parlamento Europeu em 2019.